# Fünf Freunde in geheimer Mission
Fünf Freunde in geheimer Mission (Originaltitel: P.U.N.K.S.) ist eine US-amerikanische Actionkomödie des Disney Channels aus dem Jahr 1999. Regie führte Sean McNamara, der auch am Drehbuch mitwirkte. In den Hauptrollen agieren Randy Quaid, Cathy Moriarty und Henry Winkler. Tim Redwine Jessica Alba, Patrick Renna, Brandon Baker und Kenneth A. Brown verkörpern die fünf Freunde in geheimer Mission.

## Handlung
Drew Utley muss sich in der Schule immer wieder gegen Angriffe verbaler und physischer Art zur Wehr setzen. Ähnlich ergeht es seinen Freunden Miles Kitchen und Lanny Nygren. So beschließen sie, einen Verein zu gründen, der ihnen mehr Rückhalt bietet. Als weitere Mitglieder kommen Jonny Pasiotopolis und dessen Cousine Samantha Swoboda hinzu. Als Namen wählen sie das Akronym P.U.N.K.S., das sich aus den Anfangsbuchstaben ihrer Nachnamen zusammensetzt und ihr Motto beinhaltet: „Den Unterlegenen mit Nerven, Wissen und Stärke zu schützen“. 
Drews Vater Pat arbeitet als Wissenschaftler bei CRAP Crow Research, wo er an der Entwicklung neuer Maschinen beteiligt ist. Als Drew und Miles ihn dort besuchen hacken sie sich aus Spaß in das dortige Computersystem ein. Drew wird zufällig Zeuge eines Gesprächs zwischen seinem Vater und dem Firmeninhaber Edward Crow, der Utley auffordert, sich bei einem Test, an einen von Drews Vater selbst entwickelten Anzug, der nicht nur das Immunsystem stärkt, sondern auch übernatürliche Kräfte verleiht, den Augmentor 1000, anschließen zu lassen. Sollte er sich dazu nicht bereit erklären, würde man ihn aus dem Projekt nehmen. Drew hört, wie sein Vater, der an einer problematischen Herzerkrankung leidet, zustimmt, und kommt zu dem Schluss, dass Crow seinen Vater auf diese Weise loswerden will. Um mehr über den Augmentor 1000 herausfinden zu können, müsste Miles, der das versucht, jedoch in den Besitz des Superuser Passworts von Crow kommen. 
Mit Hilfe von Jonny gelingt es den drei Jugendlichen tatsächlich das Passwort zu knacken und die Augmentor-Schaltpläne herunterzuladen. Dabei stellen sie fest, dass der Anzug dahingehend manipuliert worden ist, dass er, wenn man ihn länger als zwanzig Minuten trägt, das Nervensystem zerstören kann, sollte man an einer Herzkrankheit leiden, geschieht das schon binnen fünf Minuten. Für Drews Vater mit seinem kranken Herzen kann er demnach lebensgefährlich sein. So beschließen die P.U.N.K.S., den Augmentor 1000 zu stehlen. Das ist jedoch leichter gesagt als getan. Mit Hilfe von Samantha gelingt es ihnen wider Erwarten, in das Gebäude zu gelangen. Miles kopiert und löscht die Augmentor-Dateien, während Drew und Samantha einen Audio-Bug einbauen und weitere Vorkehrungen der Verschleierung treffen. Als ein stiller Alarm die Wachen alarmiert, infiziert Miles das System mit einem Virus. Die Freunde können gerade noch entkommen, bevor die Wachen nahen.
Am nächsten Tag müssen sie jedoch erfahren, dass Crow Datei-Backups und einen Augmentor-Prototyp besitzt. Ihr Versuch, an den Prototyp zu gelangen, scheitert. Crow hat inzwischen ein geheimes Treffen mit einem wichtigen Investor aus Nahost initiiert, dem er den Prototyp vorführen will, wobei es ihm egal ist, dass der Anzug missbraucht werden soll. Die Vorführung geht jedoch dank Jonnys Eingreifen mittels eines zweiten Motion Control-Gerätes gründlich daneben, woran Crow Pat Utley die Schuld gibt und ihm mit Kündigung droht. Nachdem die P.U.N.K.S. weitere von Crow gesteuerte Situationen gemeistert haben, muss Drew erfahren, dass es Crow doch noch gelungen ist, seine Freunde entführen zu lassen. Drew kann jedoch ausfindig machen, wo sie sind. Allerdings muss er sich einem Kampf mit Crow stellen, der den Augmentor 1000 angezogen hat. Aber auch nun gelingt es den zusammenhaltenden P.U.N.K.S. Drow zu überlisten. Am Ende werden Crow und seine Handlanger von der anrückenden Polizei verhaftet.
Ein Erfolgserlebnis der besonderen Art erwartet die fünf noch in der Schule, wo sie ihren großen Auftritt mit dem Augmentor 1000 haben. Auf dem Nachhauseweg erfahren sie aus der Zeitung, dass Crow und seine Vasallen dank eines verdeckten Teams von Aktivisten, den P.U.N.K.S.’, entlarvt worden sind und demnächst vor Gericht stehen.

## Produktion

### Produktionsfirmen
Produziert wurde der Film von Goldbar Entertainment, Osmosis und Unapix Entertainment Productions. 

### Drehorte
Der Film wurde in Burbank (Kalifornien) und in Seattle sowie an der La Salle High School in Pasadena in Kalifornien gedreht.

### Schauspieler
Vier der jugendlichen Schauspieler waren älter, als die Figuren, die sie verkörperten. Tim Redwine war 15, Kenneth A. Brown und  Patrick Renna 19 und Jessica Alba 17 Jahre. Nur Brandon Baker war tatsächlich 14 Jahre, wie im Film ausgeführt. 

### Musik
- We Are The P.U.N.K.S. von John Coda und Jim Caprio, Vortrag: The J.C.’s
- London Girl von Tim Bryson/P.C. Irving
- Snot Rag, Auswahl Soundtrack ‚The Jim Rose Circus‘ geschrieben von THENIgMA, Vortrag dito
- Dirt Road von Tim Bryson/P.C. Irving
- Party Animal von William Bergman/Nick Lane
- Ridin’ High von William Bergman
- Can We Talk? von Tim Bryson/P.C. Irving

## Rezeption

### Veröffentlichung
Premiere hatte der Film am 5. Januar 1999 in den USA. Er lief auch unter dem Titel Rebels. Veröffentlicht wurde er zudem in Brasilien, Spanien, Griechenland, Ungarn und in Russland.
In Deutschland hatte er am 7. Januar 2001 unter dem Titel Fünf Freunde in geheimer Mission Premiere beim Sender ProSieben.

### Kritik
Das Lexikon des internationalen Films schrieb, der Film sei „turbulente Jugendunterhaltung“ und versuche, „neben der flotten Geschichte auch die Botschaft der Notwendigkeit von Solidarität und Freundschaft zu vermitteln“.
Common Sense erklärte lapidar, dass Kinder über die lahme Geschichte mit Gewalt im Comic-Stil eher lachen würden.
Flights, Tights & Movie Nights meinte, es sei unnötig zu sagen, dass dies ein ziemlich schlechter Film sei, auch wenn Randy Quaid, Henry Winkler und eine junge Jessica Alba zu sehen seien. Zu dem Film selbst sei nichts Bemerkenswertes zu sagen, weder sei er besonders humorvoll, noch biete die Handlung wirklich Aufregendes. Alles in allem sei der Film rundum lahm.
Auch Cinema vertrat diese Ansicht und fasste das in nur einem Wort zusammen: „Lahm.“